# Episodi di What's Anna (prima stagione)
La prima stagione di What's Anna è andata in onda su Dea Kids dal 30 novembre al 16 dicembre 2020. 
| nº | Titolo                   | Prima visione    |
| -- | ------------------------ | ---------------- |
| 1  | La stanza ideale         | 30 novembre 2020 |
| 2  | Best Friends             | 30 novembre 2020 |
| 3  | La formula del non sonno | 1 dicembre 2020  |
| 4  | Angie 80                 | 1 dicembre 2020  |
| 5  | Vip o Nip?               | 2 dicembre 2020  |
| 6  | Puccipuzzino             | 2 dicembre 2020  |
| 7  | Gita Romantica           | 3 dicembre 2020  |
| 8  | La Travel Blogger        | 3 dicembre 2020  |
| 9  | L'amore caramelloso      | 7 dicembre 2020  |
| 10 | Il sorriso di Anna       | 7 dicembre 2020  |
| 11 | Anna's Got Talent        | 8 dicembre 2020  |
| 12 | Il libro nero            | 8 dicembre 2020  |
| 13 | Annaween                 | 9 dicembre 2020  |
| 14 | Jimmy Dean               | 9 dicembre 2020  |
| 15 | Futuranna                | 10 dicembre 2020 |
| 16 | San Rudyntino            | 10 dicembre 2020 |
| 17 | La brugola e la vite     | 14 dicembre 2020 |
| 18 | Il portafortuna          | 14 dicembre 2020 |
| 19 | Una giornata difficile   | 15 dicembre 2020 |
| 20 | Il caso Roberto          | 15 dicembre 2020 |
| 21 | La fuggitiva             | 16 dicembre 2020 |
| 22 | Anna vs Vivien           | 16 dicembre 2020 |